# Анри де Лоррен-Шалиньи
Анри де Лоррен (фр. Henri de Lorraine; 31 июля 1570 — 26 ноября 1600), граф де Шалиньи — лотарингский аристократ, участник религиозных войн во Франции.

## Биография
Сын Никола де Лоррена, герцога де Меркёра, и Катрин де Лоррен.
В 1590 году принял участие в экспедиции герцога Лотарингского, вторгшегося во Францию для оказания помощи лигерам, пытавшимся деблокировать Париж, осажденный Генрихом IV. Затем оказывал вооруженную поддержку главе Лиги герцогу Майенскому, но его отряд был разгромлен 17 февраля 1592, а сам граф, к своему великому позору, стал пленником шута Генриха IV Шико.
Выйдя на свободу, он безуспешно пытался поддержать борьбу своего брата герцога Филиппа-Эммануэля де Меркёра с королем. После того, как Меркёр подчинился Генриху и уехал в Венгрию на войну с турками, Анри отправился вместе с ним.
Умер в 1600 году в возрасте тридцати лет.

## Семья
Жена (19.09.1585): маркиза Клод де Мои (1572—1627), единственная дочь маркиза Шарля де Мои и Катрин де Сюзанн
Дети:
- Шарль (18.07.1593—28.04.1631), граф де Шалиньи, епископ Вердена
- Луиза (1594—1.12.1667), дама де Бюзиньи. Муж (20.04.1608): Флоран де Линь (1588—1622), князь д'Амблиз
- Анри (1596—10.06.1672), граф де Шалиньи
- Франсуа (13.01.1599—10.06.1671), епископ Вердена